# Mars 1969A
Mars 2M No.521, aussi connue sous le nom Mars M-69 No.521 et parfois identifiée par la NASA comme Mars 1969A, était une sonde spatiale soviétique qui a été perdue dans un échec au lancement en 1969. Il s'agissait d'un orbiteur et d'un atterrisseur. La sonde était destinée à montrer la surface de Mars en utilisant trois caméras, avec des images encodées pour la transmission vers la Terre sous forme de signaux de télévision. Elle transportait également un radiomètre, une série de spectromètres, et un instrument pour détecter de la vapeur d'eau dans l'atmosphère de Mars. C'était l'une des deux sondes Mars 2M, avec Mars 2M No.522, qui a été lancée en 1969 dans le cadre du programme Mars, également sans succès.
Mars 2M No.521 a été lancée à 10:40:45 UTC le 27 mars 1969 au sommet d'une fusée Proton-K 8K78K avec un Blok D comme étage supérieur, décollant du Site 81/23 au cosmodrome de Baïkonour,. Cinquante et une secondes après son lancement, la coiffe a dysfonctionné, cependant la fusée a continué à voler normalement. Pendant le vol du troisième étage, un palier de rotor a échoué, et la turbopompe a pris feu. Cela a entraîné une panne moteur survenue à 438,66 secondes de vol, suivi par l'explosion du troisième étage. Des débris sont tombés sur les montagnes de l'Altaï.